# 왕재민
왕재민(王在民, 1995년 5월 5일 ~ )은 대한민국의 연기자이며, 아버지는 방송인 왕종근이다.

## 생애
1995년 5월 5일(어린이날) 태어났으며, 2011년 EBS 한국교육방송공사 드라마에서 배우로 데뷔하였고, 2012년 뮤지컬 《라이온 킹》으로 뮤지컬 배우 데뷔에 이어 같은 해 2012년 연극 《햄릿》으로 연극배우로 데뷔하였다.
병역은 대한민국 해병대 병장으로 마쳤으며, 기수는 1220기이다.

## 가족 관계
- 할아버지 : 왕재만[1]
- 아버지: 왕종근 (王鍾根, 1954년 1월 1일(71세) 대구 출생. 전직 아나운서)
- 어머니: 김미숙 (金美淑, 1964년 7월(60세) 부산직할시 출생. 1987년 성악가 데뷔. 1988년 뮤지컬 배우 데뷔.)

## 학력
- 염창중학교
- 마포고등학교
- 성균관대학교 연기예술학과 14학번

## 출연작

### 텔레비전 드라마
- 2011년 EBS 드라마 《꾸러기 천사들》 ... 단역
- 2013년 JTBC 시트콤 《시트콩 로얄빌라》

### 뮤지컬
- 2012년 《라이온 킹》 ... 에드 역(단역)

### 연극
- 2012년 《햄릿》 ... 레날도 역(단역)

### 텔레비전 프로그램
- 2013년 JTBC 《유자식 상팔자》
- 2012년 MBC (남자의 자격-페밀리 합창단 편) {부산 국제 합창 대회 은상 수상}